# Liste des souverains de La Mecque
La Mecque fut, au début du Moyen Âge le domaine d'un Chérif. Mais des documents établissent que, quelque temps avant Mahomet, des rois régnaient à La Mecque qui succédèrent aux Cheikh des Khuza'a (les chefs de la région de La Mecque).

## Roi de La Mecque (Quraychites)
- Qusay, Chef des Quraychites et gendre du Cheikh des Khuza'a (?)
- Division de La Mecque entre les différentes branches de la tribu des Quaraychites

## Chérifs de La Mecque (Hachémites)
- 967-980 : Ja'far ibn Muhammad al-Hasani
- 980-1201 : inconnus
- 1201-1220 : Qutada Abu Aziz, descendants de Muhamm
- 1220-1241 : ...'Ali, fils du précédent
- 1241-1254 : Al-Hassan Abu Sa'ad, fils du précédent
- 1254-1301 : Muhamm ad Abu Numay Ier, fils du précédent
- 1301-1346 : Rumatha Abu ar-Rada, fils du précédent
- 1346-1375 : Ajlan Abu Saria, fils du précédent
- 1375-1394 : ?, fils du précédent
- 1394-1425 : Hassan II, fils de Ajlan Abu Saria
- 1425-1455 : Barakat Ier, fils du précédent
- 1455-1497 : Malik ul-Adil Muhammad III bin Barakat, fils du précédent
- 1497-1525 : Barakat II bin Muhammad, fils du précédent
- 1525-1583 : Emir Muhammad Abu Numay II Nazim ud-din Barakat, fils du précédent
- 1583-1601 : Al-Hassan III bin Muhammad Abu Numay, fils du précédent
- 1601-1610 : Idris II Abu Aun bin Hassan, fils du précédent
- 1610-1628 : Muhsin Ier bin Husain, fils de Musain, fils de Al-Hassan III
- 1628-1629 : Ahmad bin Talib al-Hassan, fils d'Abu Talib bin Hassan, fils d'Husain bin Hassan, fils de Al-Hassan III

## Grands Chérifs (Hachémites)
- 1629-1630 : Massud Ier bin Idris, fils d'Idris II
- 1630-1631 : Abdu'llah Ier bin Hassan, fils d'Hassan, fils d'Al-Hassan III
- 1631-1666 : Zeid bin Muhsin, fils de Muhsin Ier
- 1666-1671 : Saad Pasha, fils du précédent
  - 1667-1668 : Muhsin bin Ahmed, fils d'un Ahmad (?)
  - 1670 : Hamud bin Abdullah bin Hassan, fils de Abdu'llah Ier
- 1672-1682 : Abu'l Barakat III bin Muhammad, fils de Muhammad, fils de Muhammad, fils de Muhammad Abu Numay II
- 1682-1684 : Ibrahim bin Muhammad, frère du précédent
  - 1682-1683 : Said Ier bin Barakat, fils de Barakat III
- 1684-1688 : Ahmad bin Zeid, restauré
- 1688-1690 : Ahmad bin Ghalib, fils d'un Ghalib
  - 1689-1690 : Muhsin bin Ahmad, restauré
- 1690-1691 : Muhsin II Pasha bin Hussein, fils d'un Hussein
- 1691-1694 : Said II bin Sa'ad, fils de Saad bin Zeid
  - 1693-1694 : Saad Pasha, restauré
- 1694 : Abdullah II bin Hashim, fils d'un Hashim
- 1694-1702 : Saad Pasha, restauré
- 1702-1704 : Said II bin Sa'ad, restauré
- 1704 : Abdul Muhsin bin Ahmad, fils d'Ahmad bin Zeid
- 1704-1705 : Abdul Karim bin Muhammad, fils de Muhammad, fils de Ya'ala, descendant de Numay II
- 1705 : Said II bin Sa'ad, troisième règne
- 1705-1711 : Abdul Karim bin Muhammad, restauré
- 1711-1717 : Said II bin Sa'ad, quatrième règne
- 1717-1718 : Abdullah III bin Said, fils du précédent
- 1718 : Ali bin Said, fils de Said II
- 1718-1719 : Yahya Ier bin Barakat, fils de Barakat III
- 1719-1722 : Murabak bin Ahmad, fils d'Ahmad bin Zeid
- 1722-1723 : Barakat bin Yahya, fils de Yahya Ier
- 1723-1724 : Mubarak bin Ahmad, restauré
- 1724-1731 : Abdullah III bin Said, restauré
- 1731-1732 : Muhammad bin Abdullah, fils du précédent
- 1732-1733 : Masud II bin Said II, fils de Said II
- 1733-1734 : Muhammad bin Abdullah, restauré
- 1734-1752 : Masud II bin Said II, restauré
- 1752-1758 : Masa'ad bin Said II, fils de Said II
- 1758-1760 : Jaafar bin Said, fils de Said II
- 1760-1770 : Masa'ad bin Said II, restauré
- 1770 : Ahmad bin Said, fils de Said II
- 1770-1773 : Abdullah IV bin Hussain, fils de Hussain bin Yahya, fils de Yahya Ier
- 1773-1788 : Surur bin Masa'ad, fils de Masa'ad bin Said II
- 1788 : Abdul-Muin
- 1788-1813 : Ghalib, frère du précédent
- 1813-1827 : Yahya II, neveu du précédent
- 1827 : Abdul-Mutalib Pasha, fils de Ghalib
- 1827-1836 : Muhammad III bin Abdul Muin al-Aun, fils de Abdul Muin, fils d'al-Aun, un prince hachémite
- 1836-1840 : Interrègne
- 1840-1851 : Muhammad III bin Abdul Muin al-Aun, restauré
- 1851-1856 : Abdul-Mutalib Pasha, restauré
- 1856-1858 : Muhammad III bin Abdul Muin al-Aun, troisième règne
- 1858-1877 : Abdullah Kamil Pasha bin Muhammad, fils du précédent
- 1877-1880 : Hussein bin Muhammad, fils de Mahammad III
- 1880-1881 : Abdul-Mutalib Pasha, troisième règne
- 1881-1882 : Emir Abdullah Kamil Pasha, fils de Muhammad III bin Abdul Muin al-Aun
- 1882-1905 : Emir Aun ar-Rafiq Pasha, fils de Muhammad III bin Abdul Muin al-Aun
- 1905 : Emir Abdullah Pasha bin Muhammad, fils de Muhammad III bin Abdul Muin al-Aun
- 1905-1908 : Emir Ali Pasha, fils de Abdullah Kamil Pasha
- 1908 : Emir Abdullah Kamil Pasha, restauré
- 1908-1916 : Emir Hussein Pasha, fils d'Ali, fils de Muhammad, un prince hachémite
- 1916-1917 : Emir Ali Haidar Pasha, fils de Ali Jabir al-Devi Bey, un prince hachémite

## Roi du Hedjaz (Hachémites)
- 1917-1924 : Emir Hussein Pasha, également Chérif de La Mecque de 1908 à 1916
- 1924-1925 : Ali ben Hussein, fils du précédent
- 1925 : Annexion à l'Arabie saoudite

Pour la suite, voir les souverains de Jordanie